# 王国秀
王國秀（1917年9月16日—2010年4月21日），又名冰樵，女，河南汝南人，台灣教育家。國立勤益科技大學創辦人，曾任省議員。1971年創立 私立勤益工業技藝專科學校，並擔任首任校長、第二屆董事長